# Sylvia Holland
Sylvia Moberly-Holland est une animatrice américaine d'origine anglaise. Elle a travaillé pour les studios Disney.

## Style graphique
Les fées de la séquence Casse-Noisette de Fantasia, ressemblant à des libellules, sont des créations de la directrice artistique, anglaise d'origine, Sylvia Holland.
Dans Bambi, une scène, décrite par Allan, démontre l'attention du détail et le soin de construire des effets, celle illustrant La Chanson de la pluie (Little April Shower). Basée sur les esquisses inspiratrices de Sylvia Holland, cette scène est un « chef-d'œuvre d'observation et de délicatesse combinant le naturel et l'anthropomorphisme »

## Filmographie
- 1940 : Fantasia, directrice artistique
- 1942 : Bambi, esquisses
- 1942 : La Boîte à musique, scénario